# (31683) 1999 JJ22
1999 JJ22 (asteroide 31683) é um asteroide da cintura principal. Possui uma excentricidade de 0.04013930 e uma inclinação de 4.84966º.
Este asteroide foi descoberto no dia 10 de maio de 1999 por LINEAR em Socorro.